# مانديزا ستيفنسون
مانديزا ستيفنسون (بالإنجليزية: Mandisa Stevenson)‏ مواليد 4 فبراير 1982 في ديكاتور، هي لاعبة كرة سلة أمريكية. يبلغ طولها 6 قدم 3 بوصة (1.9 م).

## المسيرة الاحترافية
لعبت مع سان أنطونيو ستارز في سنة 2004، ثم لعبت مع سياتل ستورم في سنة 2005، ثم لعبت مع فينيكس ميركوري في سنة 2006.

## روابط خارجية
- مانديزا ستيفنسون على موقع الاتحاد الوطني لكرة السلة النسائية (الإنجليزية)
- مانديزا ستيفنسون على موقع كرة السلة الأوروبية.كوم (الإنجليزية)
- مانديزا ستيفنسون على موقع كلية كرة السلة في سبورتس رفرنس.كوم (الإنجليزية)
- مانديزا ستيفنسون على موقع بروبوليرز (الإنجليزية)
- مانديزا ستيفنسون على موقع سبورتس رفرنس (الإنجليزية)